# La Croix-aux-Mines
La Croix-aux-Mines è un comune francese di 556 abitanti situato nel dipartimento dei Vosgi nella regione del Grand Est.

## Storia
La tradizione fa risalire la nascita del villaggio all'arrivo di Deodato di Nevers nella Val de Galilée; probabilmente c'era solo una cella costruita da un discepolo del santo e l'abitato sorse nelle vicinanze.
Le miniere di argento, di rame e di mercurio sono state sfruttate a partire dal X secolo a beneficio dei monasteri di Moyenmoutier e Saint-Dié. Dal XIV secolo furono proprietà esclusiva del duca di Lorena. Dopo il 1670 le miniere iniziarono ad essere abbandonate  e la loro chiusura definitiva avvenne nel 1948.
Il territorio di La Croix si estendeva oltre i confini dell'attuale comune sul territorio di Ban-de-Laveline e apparteneva al baliato di Saint-Dié.
Dal 1790 al 1800-1801 (anno IX del calendario rivoluzionario francese) La Croix-aux-Mines faceva parte del comune di Laveline.

### Simboli
Lo stemma del comune di La Croix-aux-Mines si blasona:
I picconi simbolizzano le sue miniere d'argento, di rame e di mercurio, conosciute fin dal XII secolo che furono sfruttate soprattutto tra il XIV e il XVII secolo. Essendo queste di proprietà dei duchi di Lorena, il loro stemma è raffigurato nella parte superiore dello scudo.

## Società

### Evoluzione demografica
Abitanti censiti